# مجبور (فیلم ۱۹۷۴)
مجبور (انگلیسی: Majboor) یک فیلم به کارگردانی راوی تاندون است که در سال ۱۹۷۴ منتشر شد. از بازیگران آن می‌توان به آمیتاب باچان، پروین بابی، پران، فریدا جلال، و افتخار اشاره کرد.